# Selz
|  | Selz er også det tyske navn for den franske biflod til Mosel, Seille '' |
Selz er en flod i  den tyske delstat Rheinland-Pfalz og er en af Rhinens bifloder på venstre bred. Den er 63 km. Den har sit udsprig i Saarland nordvest for Homburg. Floden løber gennem det største tyske vinområde Rheinhessen. Den  har sit udspring nær landsbyen Orbis i Donnersbergkreis og krydser grænsen Pfalz/Rheinhessen efter cirka 8 km ved byen Alzey i landkreis Alzey-Worms. Her løber den gennem kanaler under byen. Videre løber den gennem Gau-Odernheim, Nieder-Olm og Ingelheim, før den ved Frei-Weinheim munder ud i Rhinen.
Selz har et afvandingsområde på 375 km², men floden har flere steder ganske ujævn vandføring. 
Store dele af floden blev udrettet og kanaliseret i 1950'erne og 1960'erne. I den senere tid har man søgt at føre floden tilbage til dens naturlige leje. En del af begrundelsen er, at risikoen for oversvømmelser blev meget større, da floden blev rettet ud.

## Byer og landsbyer
Selz løber gennem følgende landsbyer og byer: 
- Orbis
- Morschheim
- Mauchenheim
- Alzey
- Alzey-Schafhausen
- Framersheim (ved bifloden Weidas)
- Gau-Köngernheim
- Gau-Odernheim
- Bechtolsheim
- Undenheim
- Friesenheim
- Köngernheim
- Selzen
- Hahnheim
- Sörgenloch
- Nieder-Olm
- Stadecken-Elsheim
- Bubenheim
- Schwabenheim an der Selz
- Groß-Winternheim
- Ingelheim am Rhein